# Герб Лубен
Герб Лубе́н — офіційний символ міста Лубни, районного центру та міста обласного значення Полтавської області.

## Опис
Офіційний опис герба Лубен:
|  | Герб міста: блакитний щит, на якому зображено руку, що тримає полковницький пірнач. Герб символізує відданість історичним традиціям міста, як центру Лубенського козацького полку, що ним були Лубни у XVII–XVIII століттях (саме тоді і виник міський герб). Площина зображальних елементів виготовлена у формі іспанського щита блакитного кольору з жовтим обрамленням. Блакитний колір символізує мир, велич, красу, ясність. Співвідношення пропорцій ширини й довжини щита 1 : 1, 17. У правій половині в напрямку до центру – барельєфне руки з частиною рукава зеленого козацького кунтуша, що тримає полковницький пернач. Це один із козацьких атрибутів, який репрезентував велике полкове місто з певними ознаками незалежності. В сучасному тлумаченні герба – це символ данини тисячолітній історії міста. Пернач подано в барельєфному зображенні золотистого кольору, який символізує вірність, чистоту, багатство, силу. Зелений колір рукава – це символ надії, волі, благополуччя. Пропорція довжини пернача до ширини щита – 0,93:1. |

## Сучасний герб
29 вересня 1992 року міська рада затвердила сучасний герб. В лазуровому полі рука, що тримає золоту булаву. Щит обрамований декоративним картушем та увінчаний срібною міською короною з трьома вежками.

## Історія
Князь Олександр Вишневецький з 1590 року зайнявся будівництвом нового замку та міста поблизу Лубенського городища. Нове місто отримало ім'я на честь засновника Олександров.
У привілеї Сигізмунда ІІІ на магдебурзьке право для міста Олександрова (Лубен) від 16 січня 1591 р. В той період з'являється герб міста: рука, що тримає оголений кинджал, під нею — ведмежа голова. Очевидно, рука з мечем є частиною герба Гедиміновичів «Погоня».
За козацьких часів полкове місто Лубни мало свій герб: рука з булавою.
З ліквідацією Гетьманщини місто Лубни входило у Київське намісництво, Малоросійську губернію (1793–1802), Полтавську губернію. Імперський герб міста Лубни затверджений 4 червня 1782 року разом з іншими гербами Київського намісництва: «У блакитному полі рука, що тримає золоту булаву», себто гербом міста був затверджений попередній полковий. 
У 1865 році геральдистом Кене був складений новий проєкт герба Лубен: «У лазуровому щиті виходить з лівого боку рука, що тримає в стовп срібну шестиперую булаву». У вільній частині — герб Полтавської губернії. Передбачалося, що герб будуть оточувати колосся, з'єднані Олександрівською стрічкою. Проєкт не був затверджений.

## Галерея

Герб міста 1591 р. (реконструкція)
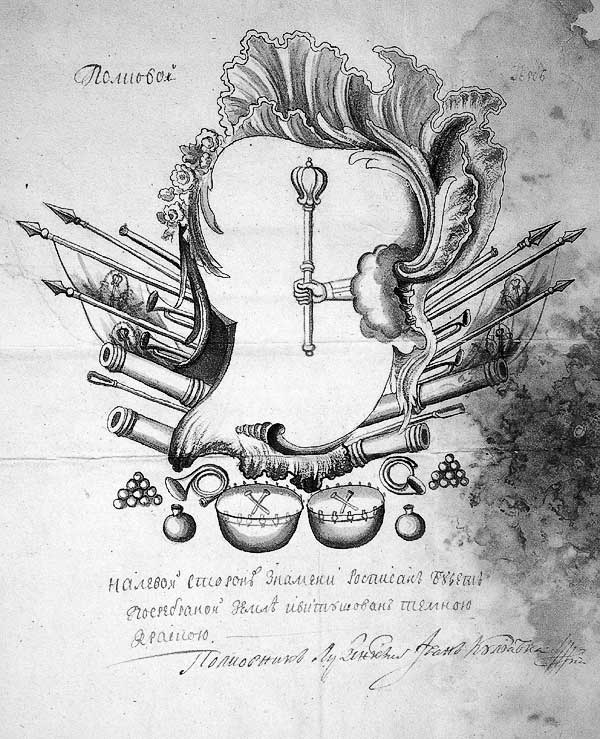
Герб міста на сотенному прапорі (XVIII ст.)
Герб міста (1782-1918)
Герб міста (проєкт Кене)
Герб міста радянського періоду